# Denticulobasis ariken
Denticulobasis ariken là một loài chuồn chuồn kim trong họ Coenagrionidae.
Denticulobasis ariken được miêu tả khoa học năm 2009 bởi Machado.